# Ostrza chwały
Ostrza chwały (ang. Blades of Glory) – amerykański komediowy film sportowy z 2007 o tematyce łyżwiarskiej, w reżyserii Josha Gordona i Willa Specka.

## Opis fabuły
Bohaterami filmu są dwaj łyżwiarze figurowi: Jimmy MacElroy (Jon Heder) i Chazz Michael Michaels (Will Ferrell). Wychowywany przez miliardera Jimmy to zniewieściały i szczęśliwy łyżwiarz, któremu niczego nie brakuje. Z tego powodu startuje w corocznych zawodach łyżwiarskich. Chazz Michael Michaels wychowany przez uliczne gangi improwizuje podczas startów. Obydwaj startują na Igrzyskach Olimpijskich w Sztokholmie (w oryginale: World Wintersport Games). Po ogłoszeniu wyników okazuje się, że obaj zdobywają złoty medal ex aequo. Podczas wręczania medali pomiędzy łyżwiarzami dochodzi do bójki. Ukarani są przez to odebraniem tytułów i otrzymują dożywotni zakaz startu w kategorii solistów.
Po trzech latach mężczyźni nakłonieni przez trenera postanawiają wystartować ponownie, wykorzystując lukę w regulaminie, która pozwala im na start w parze. Tworzą pierwszą parę męską w historii sportu i po kilkudniowym treningu biorą udział w mistrzostwach Stanów Zjednoczonych. Dzięki dobremu występowi kwalifikują się na kolejne igrzyska, odbywające się w Montrealu. W tamtejszej wiosce olimpijskiej nieczystą grę prowadzą faworyci zawodów, rodzeństwo Van Waldenbergów, którzy próbują skłócić łyżwiarzy, a następnie więżą ich, by nie wystartowali. Finalnie jednak MacElroyowi i Michaelsowi udaje się dotrzeć na lodowisko, gdzie mają wykonać ryzykowną figurę zwaną "żelaznym lotosem". Podczas konkursu Michaels, który miał pełnić męską rolę w tej akrobacji doznaje kontuzji i zawodnicy postanawiają zamienić się rolami. Zdobywają złoty medal olimpijski.

## Obsada
- Will Ferrell jako Chazz Michael Michaels
- Jon Heder jako Jimmy MacElroy
- Will Arnett jako Stranz Van Waldenberg
- Amy Poehler jako Fairchild Van Waldenberg
- Jenna Fischer jako Katie Van Waldenberg
- William Fichtner jako Darren MacElroy
- Craig T. Nelson jako trener